# 城関区 (蘭州市)
城関区（じょうかん-く）は中国甘粛省蘭州市に位置する市轄区。蘭州市街の最東端に位置し、黄河の南北両岸を含み、旧蘭州城と天蘭線復旧後に新建された市街である。漢族、回族、満族、モンゴル族、チベット族、ウイグル族など36の民族が住む。
甘粛省政府と蘭州市政府の両方が城関区にあり、その他蘭州大学、蘭州医学院、西北民族大学、蘭州鉄路局、蘭州軍区などの行政機関もみな城関区に集まる。蘭州駅も存在する。元々は黄河の大きな中洲であった雁灘は蘭州郊外の郷の一つで、蘭州の主な野菜の供給地であり、現在は黄河の堆積作用で陸続きとなり、城関区の一部となっている。

## 行政区画
25街道を管轄し、その下部に132社区居委会と35村委会、145の村民小組を構成する：
- 街道弁事処
  - 酒泉路街道
    - 社区：街子、張家園、南稍門、楊家園、暢家巷

  - 張掖路街道
    - 社区：大衆巷、貢元巷、曹家庁、隴西路、山字石、金塔巷

  - 臨夏路街道
    - 社区：雷壜河、木塔巷、橋門、付家巷、静安門、西城巷、綉河沿

  - 雁南街道
    - 社区：雁寧路、灘尖子、大雁灘、沙窪河、張蘇灘、天慶嘉園、南河
    - 村：灘尖子、大雁灘、沙窪河、張蘇灘

  - 雁北街道
    - 社区：雁灘大橋、雁灘路、雁西路
    - 村：小雁灘、宋家灘

  - 雁園街道
    - 社区：中河、雁浜、雁東、劉家灘村、北面灘村、高灘村

  - 五泉街道
    - 社区：閔家橋、禄家巷、力行新村、和平新村、蘭山村

  - 白銀路街道
    - 社区：正寧路、安定門、徐家巷、西北新村、甘家巷

  - 皋蘭路街道
    - 社区：鄭家台、詹家拐子、楡中街、耿家荘、王家荘、周家荘

  - 広武門街道
    - 社区：新華巷、黄河沿、民勤街、広後街、大教梁、南城根
    - 村：光輝

  - 伏龍坪街道
    - 社区：前街、後街、楊家溝
    - 村:頭営、二営、三営、民族、卓家溝、紅溝

  - 靖遠路街道
    - 社区：徐家湾、金城関、白塔山、靖遠路、西李家湾、朝陽村、九州大道、九州中路
    - 村：徐家湾

  - 草場街街道
    - 社区：安楽村、大砂坪、草場街、怡景新村、五一山、砂坪村

  - 火車站街道
    - 社区：紅二村、紅三村、車站、紅山根、紅山根東路、紅西村

  - 拱星墩街道
    - 社区：拱星墩前街、魚池口、五里鋪西、段家灘東、段家灘西、七四三七
    - 村：五里鋪、段家灘、拱星墩、范家湾

  - 団結新村街道
    - 社区：紅星巷、定西南路、天水南路、団結新村、天平街、定西二支路

  - 東崗街道
    - 社区：桃樹坪、新興、振興、雁児湾、深溝橋
    - 村：店子街、東崗鎮、大窪山、長窪山

  - 東崗西路街道
    - 社区：農民巷西、農民巷東、平涼路、天水路、東崗西路、一只船、東教場

  - 鉄路東村街道
    - 社区：鉄路新村、何家荘、鉄路東村、和政東街

  - 鉄路西村街道
    - 社区：西村、居安、和政西街、牟家荘東、牟家荘北、牟家荘南

  - 渭源路街道
    - 社区：蘭州大学、科技街、南昌路、南河新村、定西路、寧臥荘

  - 塩場路街道
    - 社区：穆柯寨、塩場堡、小溝坪
    - 村：草場街、塩場堡、上川、亭子、石門溝

  - 嘉峪関路街道
    - 社区：嘉峪関北路、嘉峪関西路、五里鋪、嘉峪関路、排洪南路、排洪溝

  - 焦家湾街道
    - 社区:焦家湾東、嘉峪関東路、焦家湾、焦家湾南路

  - 青白石街道
    - 村：鹸水溝、大浪溝、石溝、馬家溝、青山、白道坪、上坪、楊家湾、青石湾

## 交通

### 鉄道
- 中国鉄路総公司
  - 蘭州駅
  - 蘭州東駅

### 道路
- 高速道路
  - 連霍高速道路
- 国道
  - G109国道